# Winkler (Manitoba)
Winkler è un comune (city) del Canada, situato nel sud della provincia di Manitoba.